# إيمي نوارك (آيت زاغار الشرقية)
إيمي نوارك هو دُوَّار يقع بجماعة إمي نولاون، إقليم ورززات، جهة درعة تافيلالت في المملكة المغربية. ينتمي الدوّار لمشيخة آيت زاغار الشرقية التي تضم دوارين. يقدر عدد سكانه بـ 2528 نسمة حسب الإحصاء الرسمي للسكان والسكنى لسنة 2004.

## روابط خارجية
- البوابة الوطنية للجماعات الترابية
- المندوبية السامية للتخطيط